# Ченстонев
Ченстонев (пол. Częstoniew) — село в Польщі, у гміні Груєць Груєцького повіту Мазовецького воєводства.
Населення — 202 особи (2011).
У 1975-1998 роках село належало до Радомського воєводства.

## Демографія
Демографічна структура станом на 31 березня 2011 року:
|          | Загалом | Допрацездатний вік | Працездатний вік | Постпрацездатний вік |
| -------- | ------- | ------------------ | ---------------- | -------------------- |
| Чоловіки | 111     | 24                 | 73               | 14                   |
| Жінки    | 91      | 13                 | 52               | 26                   |
| Разом    | 202     | 37                 | 125              | 40                   |